# Парацезии
Парацезии (лат. Paracaesio) — род рыб семейства луциановых (Lutjanidae). Распространены в Индо-Тихоокеанской области. Максимальная длина тела у разных видов варьируется от 27,5 до 60 см.

## Классификация
В составе рода выделяют 9 видов:
- Paracaesio brevidentata White & Last, 2012[3]
- Paracaesio caerulea Katayama, 1934 — Голубая парацезия, или голубой парацезио
- Paracaesio gonzalesi Fourmanoir et Rivaton, 1979 — Вануатский луциан
- Paracaesio kusakarii Abe, 1960 — Японский парацезио, или окаймлённый парацезио
- Paracaesio paragrapsimodon Anderson et Kailola, 1992
- Paracaesio sordida Abe et Shinohara, 1962 — Грязный парацезио
- Paracaesio stonei Raj et Seeto, 1983 — Коричневопятнистый парацезио
- Paracaesio waltervadi Anderson et Collette, 1992
- Paracaesio xanthura (Bleeker, 1869) — Желтохвостый парацезио